# Wolfgang Burmann
 Wolfgang Burmann Sánchez (* 19. Juni 1940 in Madrid) ist ein spanischer Filmarchitekt.

## Leben
Der Sohn des Malers und Filmarchitekten Sigfrido Burmann und einer Baskin erhielt in seiner Heimatstadt Madrid seine künstlerische Ausbildung und begann als Zeichner und Ausstatter beim Theater sowie beim Film. Von 1957 bis 1962 sammelte er praktische Erfahrungen als Assistent seines Vaters. In dieser Zeit arbeitete er beispielsweise 1960 an Sergio Leones Antik-Epos Der Koloß von Rhodos mit. Später wirkte Burmann als Ausstatter wie z. B. 1962 bei Vuelve San Valentín und Architektenassistent wie beispielsweise 1963 bei dem deutsch-spanischen Krimi Das Geheimnis der schwarzen Witwe.
Ab 1963 wirkte er als Filmarchitekt an einer Fülle von Unterhaltungsfilmen mit, anfänglich überwiegend B-Produktionen vom Schlage Django spricht kein Vaterunser und Großangriff der Zombies. Erst ab Mitte der 1980er Jahre folgten häufiger auch Aufträge für ambitionierte und höherwertige Produktionen, darunter Remando al viento, Öffne die Augen, Tesis – Der Snuff Film und El grito en el cielo. Ab 1986 war Wolfgang Burmann mehrfach für Spaniens bedeutendsten Filmpreis, den Goya, nominiert worden, den er 1988 für seine Arbeit an Remando al viento schließlich auch erhielt.
Nach seiner letzten Goya-Nominierung 2007 (für Oviedo Express) zog sich Wolfgang Burmann ins Privatleben zurück. Burmann hat auch die Kulissen zu einer Reihe von spanischen Fernsehserien entworfen. Sein Bruder ist der drei Jahre ältere Kameramann Hans Burmann.

## Filmografie
- 1963: Pacto de silencio
- 1964: Die goldene Göttin vom Rio Beni
- 1964: Die schwarzen Adler von Santa Fe
- 1964: Oklahoma John – Der Sheriff von Rio Rojo (Oklahoma John)
- 1965: Die Jungfrauen von Samoa (Tabú)
- 1966: El tesoro de Makuba
- 1966: Der lange Tag der Rache (I lunghi giorni della vendetta)
- 1967: Bang Bang Kid
- 1967: Peppermint Frappé
- 1967: Tausend und eine Nacht (La esclava del paraiso)
- 1968: Die schmutzigen Dreizehn (Quindici forche per un assassino)
- 1968: Ragan
- 1968: Django – ich will ihn tot (Lo voglio morto)
- 1968: Django spricht kein Vaterunser (Quel caldo maledetto giorno di fuoco)
- 1969: El angel
- 1969: El cronicón
- 1969: Fortunata y Jacinta
- 1969: Pepa doncel
- 1969: Sein bestes Stück verkauft man nicht (Il trapianto)
- 1970: Cantico
- 1970: Francisco Goya – aus dem Leben eines Malers (Goya)
- 1970: El techo de cristal
- 1971: La novicia rebelde
- 1972: Detràs del silencio
- 1972: Secuestro a la española
- 1973: Separación matrimonial
- 1974: El comisario G. en el caso del cabaret
- 1975: Die Jungvermählte (La joven casada)
- 1975: Madres solteras
- 1976: Ein langes Wochenende (El puente)
- 1977: Curro Jiménez (Fernsehdreiteiler)
- 1977: Camada negra
- 1978: Tobi
- 1979: Chocolate
- 1979: La sabina
- 1979: Speed Cross – Zwei geben Vollgas (Speed Cross)
- 1980: El canto de la cigarra
- 1980: Großangriff der Zombies (Incubo sulla città contaminata)
- 1981: La segunda guerra de los niños
- 1981: El poderoso influjo de la luna
- 1982: Le notti segrete di Lucrezia Borgia
- 1982: Vollgas (I camionisti)
- 1983: El arreglo
- 1983: Epilogo
- 1985: La huella del crimen (Fernsehserie)
- 1985: Romanza final
- 1987: Remando al viento
- 1987: Federico Garcia Lorca - Der Tod eines Dichters (Fernsehserie)
- 1989: Continental
- 1989–1990: Brigada Central (Fernsehserie)
- 1990: Don Juan en los infiernos
- 1992: La reina anonima
- 1992: Brigada central II: La guerra blanca (Fernsehserie)
- 1992: El amante bilingüe
- 1993: Crisis
- 1994: Compuesta y sin novio  (Fernsehserie)
- 1995: La flor de mi secreto
- 1995: Tesis – Der Snuff Film (Tesis)
- 1996: El señor ombra
- 1997: Virtual Nightmare – Open Your Eyes (Abre los ojos)
- 1997: El grito en el cielo
- 1998: Paris-Timbuktu
- 1999: Sobreviviré
- 1999: El portero
- 2000: Furtivas
- 2002: Aunque estes lejos
- 2002: El misterio Galindez
- 2005: La mujer de mi hermano
- 2006: Lola, la pelicula
- 2007: Oviedo Express